# هیروکازو اوتا
هیروکازو اوتا (انگلیسی: Hirokazu Ota؛ زادهٔ ۱۰ آوریل ۱۹۷۱) بازیکن فوتبال اهل ژاپن است.